# Si Euli

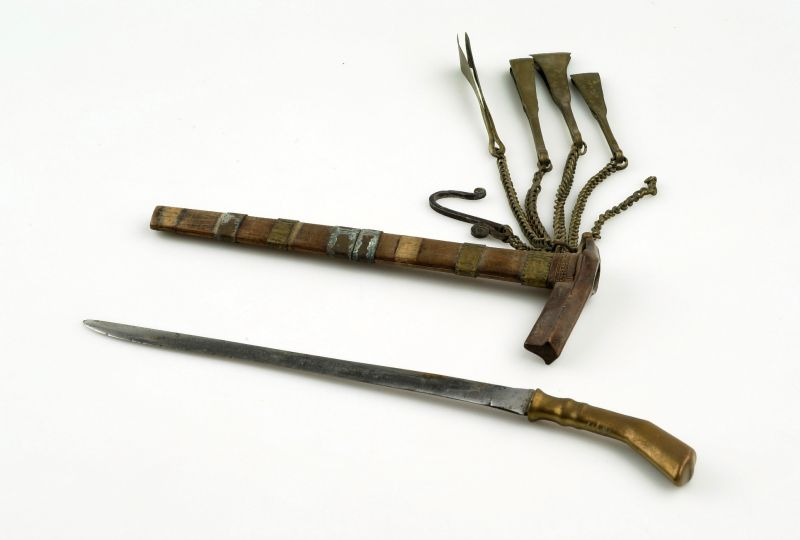
Si Euli con su vaina

El Si Euli es un cuchillo o daga tradicional originaria de Nias (sobre todo del norte de Nias), una isla situada en la cosa occidental del norte de Sumatra, Indonesia. Hay versiones de este cuchillo que portan los hombres o que son de uso diario.

## Descripción
Es una daga con una hoja estrecha y recta que se lleva en diagonal en el centro del cinturón. La empuñadura está separada de la hoja por un anillo cilíndrico de latón y está curvada en el extremo o hace una ligera curva a mitad de camino. En este último caso, la parte superior de la empuñadura está aplanada. La vaina es recta y tiene una pieza transversal en la boca que sobresale hacia el filo de la hoja o hacia ambos lados. En la parte trasera puede tener un pequeño saliente, pero también un saliente prominente cuya punta se curva un poco hacia arriba. La vaina puede estar enrollada con un hilo de latón y puede tener un pequeño pie angular. A veces tiene pequeñas cadenas con cascabeles.